# CAFE JAPAN
| 전문가 평가 | 전문가 평가 |
| 평가 점수   | 평가 점수   |
| 출처        | 점수        |
| ----------- | ----------- |
| CD 저널     | 긍정적      |
| OKMusic     | 긍정적      |

《CAFE JAPAN》은 일본의 싱어송라이터 타마키 코지의 다섯 번째 스튜디오 음반이며, 1996년 9월 13일에 소니 뮤직 레코드로부터 발매되었다. 전작 《LOVE SONG BLUE》 (1994년)보다 약 1년 9개월 만인 스튜디오 음반이다. 작사는 거의 전곡으로 타마키와 스도우 아키라가 맡았고, 작곡은 모두 타마키가 맡았다.
녹음은 일본 국내의 다양한 스튜디오에서 다방면에 걸쳐 이루어졌으며, 거의 모든 악기를 타마키가 단독으로 담당하고 있는 것과 전작에 이어 거의 전곡에 걸쳐 타마키가 작사를 하고 있는 것을 특징으로 하고 있다. 또 수록곡 중 〈멜로디〉만 안전지대 멤버 야하기 와타루, 로쿠도 하루요시, 타나카 유지 등이 참여하고 있다.
오리콘 차트 최고위 4위, 매출 장수는 약 43만 장으로 타마키의 솔로 음반 중 최대 히트작이다.

## 배경
전작 《LOVE SONG BLUE》 (1994년)를 발매한 후, 12월 21일에는 타마키로서는 첫 시화집 《별이 되고 싶다》를 출판하고, 회화전도 개최했다.
1995년 들어 6월 21일, 싱글 〈STAR〉 발매하고 6월 10일부터 "정의의 아군 히어로 투어"라는 제목으로 라이브 투어를 시작해 41개 도시 총 43개 공연이 열렸다. 그 중에서 7월 17일, 18일의 도쿄 후생 연금 회관에서의 상황을 녹음한 첫 라이브 음반 《T》 (1995년)를 9월 21일에 발매했다. 덧붙여 이 투어에는 후에 결혼하게 될 키보디스트 안도 사토코가 참가하고 있었다(2007년 12월 1일에 이혼했다).

## 녹음
녹음은 1996년에 소니 뮤직 시나노마치 스튜디오, 스튜디오 라이브, 하트비트 레코딩 스튜디오, 스튜디오 TOKYO FUN, 이치자카 스튜디오, 세딕 스튜디오로 다방면에 걸쳐 이루어졌다.
프로듀서는 전작에 이어 타마키와 스도우 아키라와의 공동 프로듀싱이 되고 있다. 수록곡 중 〈패밀리〉는 같은 해에 사망한 프랭키 사카이를 추모한 것이다. 또한 가사 카드의 스태프 크레딧 란에도 프랭키 사카이의 이름이 기재되어 있다.
본작의 연주는 프로그래밍과 키보드를 안도 사토코와 후지이 타케시가 담당하고 있는 것 이외에는 모두 타마키 자신이 각 악기를 담당, 음반 《카린토 공장 굴뚝 위에》 (1993년)에서 습득한 방법을 발전시킨 형태이다.

## 곡 목록
작사는 특별한 언급이 없는 한 타마키 코지와 스도우 아키라가 맡았고, 작곡은 모두 타마키 코지가 맡았다.
| #   | 제목                           | 작사          | 재생 시간 |
| --- | ------------------------------ | ------------- | --------- |
| 1.  | 〈패밀리 (ファミリー)〉        | 타마키 코지   | 3:50      |
| 2.  | 〈CAFE JAPAN〉                 |               | 3:26      |
| 3.  | 〈전원 (田園)〉                |               | 3:39      |
| 4.  | 〈헤이! 헤이! (ヘイ!ヘイ!)〉   |               | 3:19      |
| 5.  | 〈STAR〉                       |               | 4:09      |
| 6.  | 〈SPECIAL〉                    | 스도우 아키라 | 4:24      |
| 7.  | 〈플래그 (フラッグ)〉          | 스도우 아키라 | 4:23      |
| 8.  | 〈Honeybee〉                   |               | 4:26      |
| 9.  | 〈사랑을 전해줘 (愛を伝えて)〉 | 타마키 코지   | 3:09      |
| 10. | 〈그 시절에… (あの時代に…)〉   |               | 3:49      |
| 11. | 〈멜로디 (メロディー)〉        | 타마키 코지   | 4:40      |